# Diarhabdosia strigipennis
Diarhabdosia strigipennis là một loài bướm đêm thuộc phân họ Arctiinae, họ Erebidae.